# قلی‌قلی
قلی‌قلی، روستایی از توابع بخش گواور شهرستان گیلانغرب در استان کرمانشاه ایران است.

## جمعیت
این روستا در دهستان حیدریه قرار دارد و براساس سرشماری مرکز آمار ایران در سال ۱۳۸۵، جمعیت آن ۷۲۸ نفر (۱۴۷خانوار) بوده‌است.